# Низовка (Атяшевский район)
Низовка — село в Атяшевском районе Мордовии. Входит в состав Козловского сельского поселения.

## История
Впервые упоминается в 1671 году как деревня Нижняя на Нуе. В «Списке населённых мест Симбирской губернии за 1863» Низовка (Архангельское, Нижнее) удельное село из 55 дворов в Ардатовском уезде.

## Население
| 2002 | 2010 |
| ---- | ---- |
| 258  | ↘215 |

Национальный состав
Согласно результатам Всероссийской переписи населения 2002 года, в национальной структуре населения мордва-эрзя составляли 97 %.